# Tampa Bay Rowdies
Il Tampa Bay Rowdies è un club calcistico professionistico statunitense di Tampa (Florida), fondato nel 1975 e rifondato nel 2008 come Football Club Tampa Bay.
Disputò la North American Soccer League (NASL), della quale vinse il titolo nel campionato d'esordio.
Dopo il fallimento e la chiusura della NASL fu attivo nell'American Professional Soccer League (APSL) fino al 1993, anno di scioglimento del club.
È l'unico club ad avere vinto entrambe le edizioni del campionato, sia quella ufficiale per il titolo nordamericano sia quella indoor, nonché l'unico assieme ai New York Cosmos ad aver vinto sia la vecchia che la nuova iterazione della NASL.
Attualmente milita nella USL Championship, campionato statunitense di secondo livello, e disputa le proprie partite casalinghe presso l'Al Langa Stadium di Saint Petersburg, impianto da 7.227 posti a sedere.

## Storia

### Tampa Bay Rowdies (1975–1993)
Il 19 giugno 1974 George Strawbridge e Beau Rogers IV acquistarono i diritti per una franchigia nel campionato nordamericano della NASL. Il 21 novembre successivo venne annunciato che il club avrebbe avuto il nome di "Tampa Bay Rowdies". Il club esordì nel torneo del 1975, vincendolo subito, battendo in finale i Portland Timbers con il risultato di 2-0. In due altre occasioni i Rowdies giunsero alla finale ma furono battuti, nel 1978 (dai New York Cosmos) e nel 1979 (dai Vancouver Whitecaps).
A parte il quarto di finale raggiunto nel 1981, la squadra non riuscì più a qualificarsi per i play-off. Fu tuttavia campione indoor nel 1979/80 e finalista nel 1981/82 (battuta dai San Diego Sockers). In precedenza i Rowdies si erano già aggiudicati un mini torneo indoor organizzato dalla lega nel 1976, dopo essere giunti secondi l'anno precedente.
Dopo lo scioglimento della NASL, la squadra rimase fuori dal sistema di lega nordamericano, prima di affiliarsi all'AISA (American Indoor Soccer Association) nel 1986, rimanendovi però per una sola stagione. Dal 1987 prese parte alla American Professional Soccer League, nella quale rimase fino alla stagione 1993, anno del definitivo scioglimento dei Rowdies. In quella Lega, il massimo risultato raggiunto fu la finale raggiunta nel 1991, più due semifinali.
| 1975–1993 Casa | 1975–1993 Trasferta |  |

### Tampa Bay Rowdies (2008–)
Il 18 giugno 2008 gli imprenditori locali David Laxer, Andrew Nestor e Hinds Howard annunciarono i propri piani di rifondare il club di calcio con il nome "FC Tampa Bay Rowdies", partendo dalla USL First Division. Tuttavia, nel novembre 2009 il club annunciò l'intenzione di diventare il cofondatore di una nuova Nord American Soccer League (NASL), la quale sarebbe stata lanciata nel 2010. Questi piani furono successivamente rimandati dalla federazione, che organizzò per la stagione 2010 un campionato di transizione, denominato USSF Division 2 Pro League, che comprendesse sia le franchigie della USL che quella della nuova NASL.
Prima di iscriversi al campionato, il club annunciò nel gennaio 2010 che si sarebbe chiamato semplicemente "FC Tampa Bay" a causa di un contenzioso legale sui diritti di merchandising del nome "Tampa Bay Rowdies".. Il 15 ottobre 2010, il team annunciò che non avrebbe più potuto utilizzare "Rowdies" nemmeno come soprannome, sebbene stesse ancora lavorando per recuperare l'uso del nome.
Al termine del campionato di transizione, il club si trasferì nella nuova Nord American Soccer League. Il 15 dicembre 2011 il club annunciò che la controversia sul nome era stata finalmente risolta e che la franchigia avrebbe preso l'attuale denominazione in vista della stagione agonistica successiva.
Nel 2012 il club tornò a vincere il titolo di campione della NASL. Qualificatisi ai playoff come seconda testa di serie, i Rowdies eliminarono i Carolina RailHawks in semifinale vincendo 2-1 in trasferta e poi pareggiando 3-3 in casa. Nella serie di finale contro i Minnesota Stars, i Rowdies persero l'andata fuori casa per 2-0, ma all'Al Lang Stadium riuscirono a rimontare le due reti di svantaggio vincendo per 3-1 (la regola delle reti in trasferta non era valida), prima di aggiudicarsi il titolo ai calci di rigore.
A dicembre 2013 la franchigia venne rilevata dall'imprenditore locale Bill Edwards.
Nell'ottobre 2016 la società annunciò di lasciare la NASL per unirsi alla United Soccer League (USL) a partire dal 2017. Alla prima stagione nel nuovo campionato i Rowdies si classificarono terzi su quindici squadre nella Eastern Conference, tornando così dopo cinque anni a qualificarsi per la post-season.
Nell'ottobre 2018 la squadra venne acquistata dalla franchigia di Major League Baseball dei Tampa Bay Rays, la quale assunse anche il controllo dell'Al Lang Stadium.
Nel 2020, a seguito delle vittorie contro Birmingham Legion, Charleston Battery e Louisville City, i Rowdies si qualificarono per la finale del campionato, che avrebbero disputato in casa contro il Phoenix Rising. La partita, però, a causa dei numerosi casi di positività al COVID-19 riscontrati tra le file dei gialloverdi, venne cancellata e il titolo di campione USL non venne assegnato.

## Colori sociali e simboli

Logo dei Tampa Bay Rowdies (1975-93)

I colori sociali dei Rowdies sono il giallo e il verde. Le tenute di gioco ebbero diverse combinazioni, ma le più consolidate furono una tenuta bianca con maniche giallo-verdi e calzettoni gialli per le gare interne, e una completamente verde con maniche gialle per quelle in cui era richiesta una divisa alternativa. Per un breve periodo fu usata anche una tenuta completamente gialla a parte le maniche della maglietta e i calzettoni, verdi. La tenuta attuale per le partite interne presenta la maglia a strisce orizzontali giallo-verdi, con pantaloncini verdi e calzettoni giallo-verdi, e per quelle in trasferta una divisa monocroma color lime, mentre invece la terza divisa è completamente bianca.
Il vecchio simbolo della squadra era un giovane che veste la tenuta sociale (Rowdies è il plurale di rowdy che significa scalmanato e, in accezione spregiativa, teppista). L'attuale stemma del club è invece la semplice scritta Rowdies di colore verde, ma con lo stesso font utilizzato nello stemma originale, con sopra due stelle a simboleggiare ognuno dei due titoli outdoor vinti dal club.

## Tifoseria
I gruppi principali di tifosi sono il Ralph's Mob, che prende nome da Ralph Rowdie, il calciatore fittizio che appariva sul vecchio logo del club, e gli Skyway Casuals.
La più grande rivalità dei supporters giallo-verdi era quella con i vicini dei Fort Lauderdale Strikers, con i tifosi dei quali spesso avvenivano reciproci “scambi di cortesie” (tipica quella di lanciare in campo triglie morte dipinte con i colori degli Strikers).

## Stadi

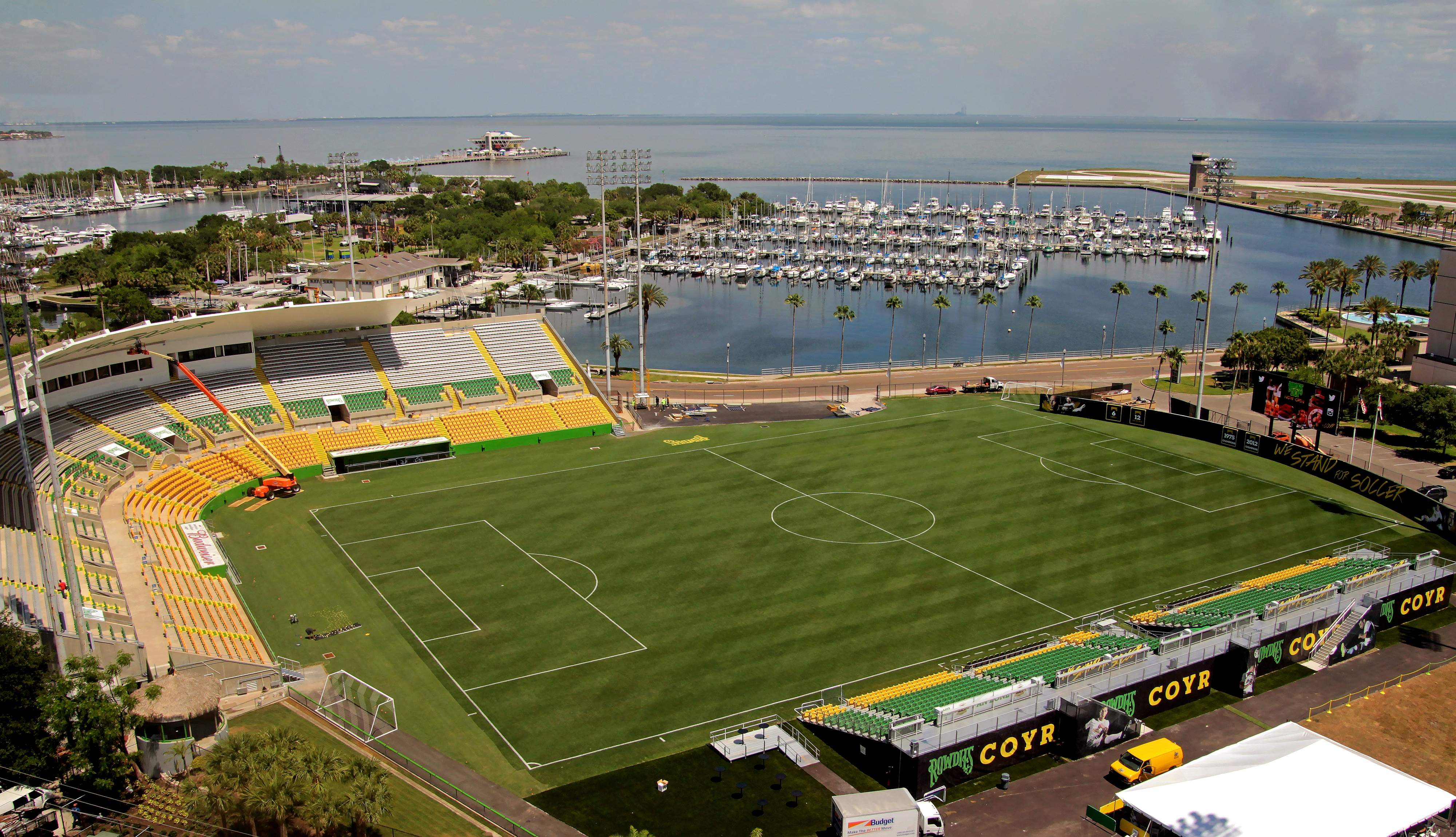
Al Lang Stadium, l'attuale stadio dei Tampa Bay Rowdies

Il terreno di gioco per le gare all'aperto dei Rowdies fu il Tampa Stadium (oggi demolito), un impianto capace di ospitare circa 74.000 spettatori seduti. Fu lo stadio casalingo della squadra di football americano dei Tampa Bay Buccaneers dal 1976 al 1997. Lo stadio era chiamato anche The Big Sombrero per via della struttura sovrastante le tribune centrali, che richiamavano la forma del cappello messicano. Per via dell'elevata temperatura della zona, gli eventi sportivi che avvenivano nella stagione primaverile ed estiva iniziavano sempre dopo il tramonto. La superficie del campo era in erba, e al fine di permettere un drenaggio ideale, era fatto a schiena d'asino: le linee laterali risultavano essere a un livello di circa 40 centimetri inferiore rispetto al disco di centrocampo. Nel 1973 e nel 1977 ospitò anche due concerti dei Led Zeppelin. Costruito nel 1967, fu completamente demolito nel 1999 e sulla sua area adesso sorge il parcheggio di un nuovo stadio, costruito su di un lotto adiacente.
Gli incontri indoor si tennero al Bayfront Arena, un impianto coperto di Saint Petersburg. Costruito nel 1965 come impianto per hockey su ghiaccio, era in grado di ospitare anche incontri di pallacanestro. La sua capacità era di circa 7.500 posti a sedere. Demolito nel 2005, sulla sua area sono sorte infrastrutture di servizio dipendenti dal vicino Salvador Dalí Museum. 
Dopo aver giocato presso il George M. Steinbrenner Field di Tampa (uno stadio di baseball da 11.000 posti) per tutta la stagione 2010, dal 2011 l'impianto utilizzato dai Rowdies per le gare interne è il Al Lang Stadium di Saint Petersburg, stadio anch'esso originariamente concepito per il baseball che contiene 7.227 posti a sedere. Dall'ottobre 2014 il club è l'unico gestore dell'impianto, il quale nel frattempo ha ricevuto investimenti, da parte dell'allora proprietario dei Rowdies Bill Edwards, del valore 1,5 milioni di dollari di investimenti per essere reso più adatto ad ospitare partite di calcio.

## Rosa 2022
| N. |                        | Ruolo | Calciatore          |
| -- | ---------------------- | ----- | ------------------- |
| 1  | Cuba (bandiera)        | P     | Raiko Arozarena     |
| 3  | Messico (bandiera)     | D     | Aaron Guillen       |
| 4  | Stati Uniti (bandiera) | D     | Conner Antley       |
| 5  | Regno Unito (bandiera) | D     | Lewis Hilton        |
| 7  | Regno Unito (bandiera) | D     | Charlie Dennis      |
| 8  | Haiti (bandiera)       | C     | Zachary Herivaux    |
| 11 | Brasile (bandiera)     | C     | Leo Fernandes       |
| 13 | Uruguay (bandiera)     | A     | Sebastián Guenzatti |
| 14 | Canada (bandiera)      | C     | Malik Johnson       |
| 15 | Danimarca (bandiera)   | C     | Sebastian Dalgaard  |
| 17 | Francia (bandiera)     | Md    | Yan Ekra            |
| 18 | Ghana (bandiera)       | C     | Dominic Oduro       |

| N. |                         | Ruolo | Calciatore       |
| -- | ----------------------- | ----- | ---------------- |
| 19 | Porto Rico (bandiera)   | D     | Shawn Barry      |
| 20 | Inghilterra (bandiera)  | D     | Caleb Richards   |
| 21 | Stati Uniti (bandiera)  | P     | Macklin Robinson |
| 22 | Irlanda (bandiera)      | D     | Jordan Doherty   |
| 23 | Stati Uniti (bandiera)  | A     | Leon Taylor      |
| 26 | Albania (bandiera)      | C     | Afrim Taku       |
| 32 | Giordania (bandiera)    | C     | Jaime Siaj       |
| 33 | Stati Uniti (bandiera)  | P     | Chris Konopka    |
| 42 | Burkina Faso (bandiera) | D     | Mohamed Kone     |
| 44 | Senegal (bandiera)      | D     | Papé Diakité     |
| 77 | Zimbabwe (bandiera)     | A     | Lucky Mkosana    |
| 88 | Ghana (bandiera)        | C     | Kwadwo Poku      |

## Allenatori
- Eddie Firmani (1975–1977)
- John Boyle (1977)
- Gordon Jago (1978–1982)
- Kevin Keelan (1982 - interim)
- Al Miller (1982–1983)
- Rodney Marsh (1983–1988) (all.-gioc.)
  -  Wim Suurbier (1986-1987) (ass.)
- Mark Lawrenson (1989) (all.-gioc.)
- Ken Fogarty (1990–1991)
- Steve Wegerle (1991–1992)
- Ricky Hill (1992)
- Ken Fogarty (1993)

- Paul Dalglish (2010)
- Perry Van der Beck (2010- interim)
- Ricky Hill (2011-2014)
- Thomas Rongen (2014–2015)
- Stuart Campbell (2015–2018)
- Neill Collins (2018–2023)
- Stuart Dobson (2023 - interim)
- Nicky Law (2023)
- Robbie Neilson (2023–2025)
- Steve Coleman (2025- interim)

## Palmarès

### Competizioni nazionali
- Campionato NASL: 1

1975
- Campionati nordamericani NASL Indoor: 1

1980
- Campionato NASL II: 1

2012
- Commissioner's Cup: 1

2021

### Altri trofei
- USL Championship:

Eastern Conference: 2020

### Altri piazzamenti
- USL Championship:

Finalista: 2021

## Calciatori
- Allenatore dell'anno: 
  - 1976: (Eddie Firmani)
  - 1992: (Ricky Hill)
  - 1993: (Ken Fogarty)
  - 2012: (Ricky Hill)
- Miglior giocatore: 
  - 2013: (Georgi Hristov)
- Matricola dell'anno:
  - 1982: (Pedro DeBrito)
  - 1983: (Gregg Thompson)
  - 1984: (Roy Wegerle)
- Prime scelte per il first team All Stars:
  - 1975: (Farrukh Quraishi)
  - 1976: (Rodney Marsh, Arnie Mausser, Tommy Smith)
  - 1977: (Derek Smethurst)
  - 1978: (Rodney Marsh)
  - 1979: (Mike Connell)
  - 1980: (Mike Connell)
  - 1981: (John Gorman)
  - 1982: (Peter Nogly)
  - 1988: (Winston DuBose, Steve Wegerle)[19]
  - 1989: (Winston DuBose, Steve Trittschuh, Steve Wegerle)[20]
  - 1990: (David Byrne)
  - 1992: (Bill Andracki, Steve Trittschuh, Ricky Hill, Kevin Sloan, Jean Harbor)
  - 1993: (Steve Trittschuh)
  - 2011: (Pascal Millien, Mike Ambersley)
  - 2012: (Jeff Attinella, Takuya Yamada, Luke Mulholland)
  - 2013: (Luke Mulholland, Georgi Hristov)
  - 2016: (Joe Cole)
- Prime scelte per il Second team All Stars:
  - 1975: (John Boyle, Stewart Jump, Stewart Scullion)
  - 1976: (Stewart Jump, Stewart Scullion, Derek Smethurst)
  - 1977: (Arsène Auguste, Rodney Marsh, Steve Wegerle)
  - 1978: (Arsène Auguste, Steve Wegerle)
  - 1979: (Oscar Fabbiani, John Gorman)
  - 1980: (Steve Wegerle)
  - 1986–87: (Arnie Mausser)[21]
  - 1991: (Marcelo Carrera)
  - 1993: (Paul Dougherty, Pierre Morice)